# Sturzkampfgeschwader 160
Das Sturzkampfgeschwader 160 war ein Verband der Luftwaffe der Wehrmacht vor dem Zweiten Weltkrieg. Als Sturzkampfgeschwader, ausgestattet mit Sturzkampfbombern, vom Typ Henschel Hs 123 und Junkers Ju 87, bildete es Bomberbesatzungen aus für Luftangriffe mit Bomben. Es wurde am 1. Mai 1939 in das Sturzkampfgeschwader 1 eingegliedert.

## Geschichte
Die I. Gruppe des Sturzkampfgeschwaders 160 entstand im Rahmen der Aufrüstung der Luftwaffe am 1. November 1938 in Insterburg (Lage) aus der Schlachtfliegergruppe 20. Ein Geschwaderstab oder weitere Gruppen existierten nicht.
Anfangs flog das Geschwader mit der Henschel Hs 123, bevor die modernere Junkers Ju 87B eingeführt wurde. Am 1. Mai 1939 erhielt die I. Gruppe nach dem neuen Benennungsschema der Luftwaffe die Bezeichnung I. Gruppe des Sturzkampfgeschwaders 1.

## Bekannte Geschwaderangehörige
- Paul-Werner Hozzel (1910–1997), war als Brigadegeneral in der Luftwaffe der Bundeswehr, Chef des Stabes des Kommandos der Alliierten Streitkräfte Ostseezugänge